# アゼルニジピン
アゼルニジピン（Azelnidipine）は、ジヒドロピリジン系のカルシウム拮抗剤の一つである。商品名カルブロック。日本の三共が開発した。L型カルシウムチャネルを阻害して血管平滑筋の弛緩効果を示す。
ニカルジピンとは違い、服用後の効果発現が緩やかで降圧効果が長く続き、心拍数を上昇させない。オルメサルタン メドキソミルとの合剤がある。

## 効能・効果
高血圧症

## 禁忌
アゾール系抗真菌剤（イトラコナゾール、ミコナゾール等）、HIVプロテアーゼ阻害剤（リトナビル、サキナビル、インジナビル等）、コビシスタットを服用中の患者には禁忌である。

## 副作用
添付文書に記載されている重大な副作用は、肝機能障害、黄疸、房室ブロック、洞停止、徐脈である。（全て頻度不明）
使用成績調査での副作用発現率は、3.5%であった。

## 薬理作用
低濃度ではアゼルニジピンはL-型カルシウムチャネルを選択的に阻害し、N-型カルシウムチャネルおよびT-型カルシウムチャネルを阻害しない。アゼルニジピンを単回経口投与すると、血圧は徐々に低下し、投与5〜6時間で最低値を示し、その後徐々に元に戻る。アゼルニジピンの脂溶性が高いので血管組織への親和性が高く、血中濃度のピークより遅れて血管組織内濃度がピークを迎え、血中濃度が低下した後も血管組織内に滞留する。血漿レニン活性（PRA）にはほとんど影響を与えない。
血圧の低下にもかかわらず、主要臓器の組織血流量は維持され、腎臓では血流が増加する。アゼルニジピンは圧受容体反射を生じ難い上、心臓に直接働き掛けて若干の心拍数低下をもたらす。しかし、房室伝導（PQ間隔）遅延や心収縮力低下は生じ難い。
またアゼルニジピンは強力な抗酸化物質であり、動物実験では動脈硬化抑制効果を持つ。